# Arturo Squella Ovalle
Luis Arturo Squella Ovalle (Santiago, Chile, 25 de septiembre de 1978) es un abogado y político chileno.
Desde 2010 y hasta 2018 fue diputado del distrito N.° 12 por la Unión Demócrata Independiente (UDI), partido el cual militó hasta 2019, pasando a ingresar al Partido Republicano el mismo año.

## Primeros años de vida
Es hijo del químico y académico de la Universidad de Chile, Arturo Squella Serrano y de María Beatriz Ovalle del Pedregal.
Estudió la educación básica en el Liceo Alemán de Santiago y la media en el Colegio San Ignacio El Bosque.
Posteriormente ingresó a la carrera de Derecho en la Pontificia Universidad Católica de Chile, titulándonse de abogado en 2007. Durante sus años universitarios participó del Movimiento Gremial UC y fue nombrado secretario general de la Federación de Estudiantes de la Universidad Católica. En el año 2004 ganó una beca para seguir su formación en el Leadership Institute en Estados Unidos.

### Matrimonio e hijos
Se encuentra casado con María de los Ángeles Vial Álamos y tienen una hija y un hijo.

## Vida pública
A partir de 2006 trabajó en la Fundación Jaime Guzmán fundamentalmente en áreas formativas, así como también en la Comisión de Formación de la Unión Demócrata Independiente. Fue elegido vicepresidente regional del partido por Región de Valparaíso.
En el año 2009 fue como candidato a diputado por la UDI representando al distrito N.° 12, comprendido por las comunas de Limache, Olmué, Villa Alemana y Quilpué, pertenecientes a la V Región de Valparaíso. Fue elegido con el 24,77% de los votos, y asumió su cargo el 11 de marzo de 2010.
El 2013 fue reelegido como diputado con un 27,96% de los votos, para el periodo 2014-2018.
Ha sido miembro titular de las comisiones permanentes de Constitución, Legislación, Justicia y Reglamento y la de Seguridad Ciudadana de la Cámara de Diputados.
Decidió no repostular al cargo de diputado y apoyó la candidatura presidencial de José Antonio Kast.

## Historial electoral

### Elecciones parlamentarias de 2009
- Elecciones parlamentarias de 2009, para el Distrito 12 (Quilpué, Olmué, Limache y Villa Alemana)[5]

### Elecciones parlamentarias de 2013
- Elecciones parlamentarias de 2013, para el Distrito 12 (Quilpué, Olmué, Limache y Villa Alemana)[6]